# Автоное
Автоное (др.-греч. Ἀυτονόη) — спутник Юпитера. Открыт группой астрономов под руководством Скотта Шеппарда 10 декабря 2001 года. Назван в честь Автонои, возлюбленной Зевса. Первоначальное обозначение спутника — S/2001 J 1 или XXVIII.
Автоное — малое по размерам тело с диаметром от 4 км и с регулярным обращением вокруг Юпитера. Принадлежит к группе Пасифе.